# Baon
Baon település Franciaországban, Yonne megyében. Lakosainak száma 62 fő (2022. január 1.). Baon Rugny, Cruzy-le-Châtel, Pimelles és Tanlay községekkel határos.

## Népesség
A település népességének változása:
| Lakosok száma | 79   | 79   | 82   | 75   | 68   | 61   | 61   | 61   | 62   |
|               | 2013 | 2015 | 2016 | 2017 | 2018 | 2019 | 2020 | 2021 | 2022 |